# Líquido cefalorraquidiano

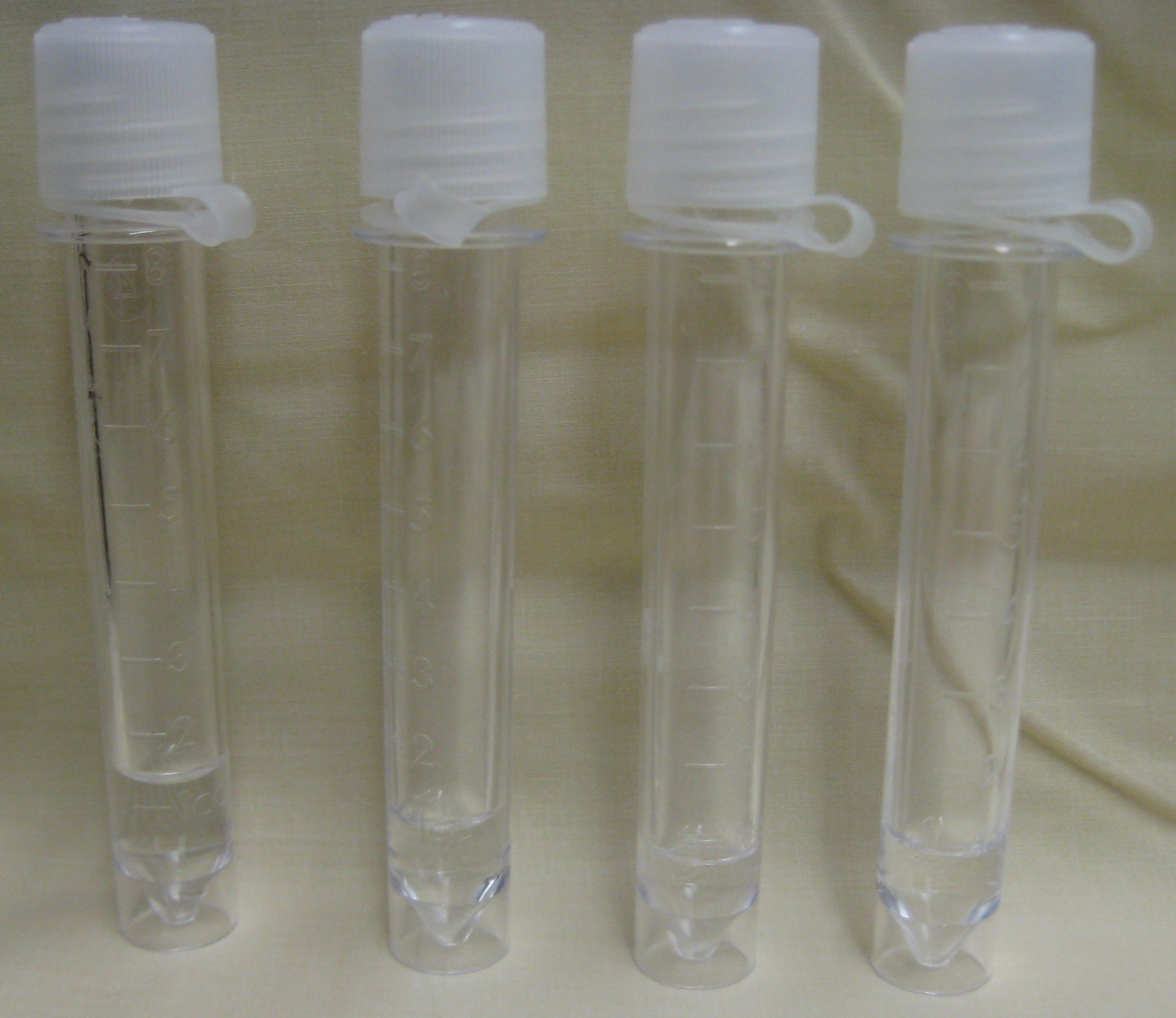
Líquido cefalorraquidiano

O líquido cefalorraquidiano (LCR; também denominado fluido cerebrospinal ou líquor) é um fluido corporal estéril e de aparência clara que ocupa o espaço subaracnóideo no cérebro (espaço entre o crânio e o córtex cerebral (mais especificamente, entre as membranas aracnoide e pia-máter das meninges) e no espaço subaracnóideo na medula espinhal. É uma solução salina muito pura, pobre em proteínas e células, e age como um amortecedor para o córtex cerebral e a medula espinhal.

## Fisiologia
O Líquor atua no suprimento de nutrientes e remoção de resíduos metabólicos do tecido nervoso. É produzido a uma taxa aproximada de 20 mL por hora pelos plexos coroidais. Seu volume total é de 6 a 60 mL em recém-nascidos, e 140 a 170 mL no adulto.  Produzido pelo plexo coroide e pelo epitélio dos ventrículos e espaço subaracnoide, o líquido flui dos ventrícuos através dos forames laterais e medial, preenchendo as superfícies cerebrais e espinhais dentro deste espaço. Sua reabsorção se dá nos vilos aracnoides, predominantemente ao longo do seio sagital superior. Não é simplesmente um ultrafiltrado do soro: é produzido por filtração através dos capilares coroides e subsequente secreção e transporte ativo bidirecional de substâncias pelas células epiteliais coroides. Designa-se barreira hematoencefálica uma barreira virtual efetuada pelas trocas bidirecionais entre o sangue, o líquor e o cérebro. Essa barreira, completamente desenvolvida no adulto, evita a penetração de certas  substâncias como a bilirrubina, que podem ser tóxicas ao tecido nervoso. Em neonatos (em que a barreira hematoencefálica ainda não está completamente madura), a presença de bilirrubina em concentrações elevadas (hiperbilirrubinemia) é um problema comum, conhecido como icterícia neonatal.

## Função
O LCR tem como função primordial a proteção mecânica do sistema nervoso central. De acordo com o princípio de Pascal, qualquer pressão ou choque que se exerça em qualquer ponto desse colchão líquido será distribuída igualmente por todos os pontos. Além disso, por envolver completamente o sistema nervoso central (SNC), o LCR é capaz de suavizar os efeitos de seu peso, prevenindo traumas devido ao contato com a superfície óssea (ver princípio de Arquimedes).

## Análise clínica

Ressonância magnética mostrando a pulsação do LCR

O líquor deve ser colhido em ambiente hospitalar, através de punção suboccipital (logo abaixo do crânio) ou lombar (entre a terceira, a quarta e a quinta vértebras lombares). A técnica requer esterilidade absoluta e deve ser executada por um profissional médico treinado. Imediatamente após a coleta, o paciente deve submeter-se a um período de repouso relativo e hidratação forçada. Usualmente colhe-se por gotejamento em três tubos estéreis identificados e marcados numericamente. O primeiro tubo se destina às análises bioquímicas e sorológicas, o segundo tubo é destinado à microbiologia e o terceiro, à citologia. Opcionalmente, colhe-se um quarto tubo para análise microbiológica. Sendo um líquido nobre, todo esforço deve ser tomado para se evitar a necessidade de nova coleta, e o fluido colhido em excesso deve ser armazenado, após a centrifugação e efetuação das análises, sob congelação.
É desejável a coleta simultânea de uma amostra de sangue, para o estudo comparativo das determinações de proteínas (globulinas) e glicose.
A análise clínica inicia-se já no processo de coleta, quando deve ser verificado se o fluido corre sob pressão (indicativo de hipertensão intracraniana) ou apenas em gotejamento lento (normal). A aparência deve ser límpida e incolor (compara-se o líquor a um tubo idêntico contendo água destilada contra um fundo contrastante). Aparências anormais são descritas como cristalino ou turvo, leitoso, xantocrômico (de coloração melhor descrita como rosada, laranja ou amarela) ou sanguinolento (hemorrágico). No caso de líquor hemorrágico, deve-se diferenciar o acidente de punção (tubo inicial mais escuro que os demais, gradativamente mais claros, resultante da contaminação por sangue periférico durante a coleta) e a hemorragia intracraniana (todos os tubos de mesma coloração). A xantocromia pode ser causada pela presença de produtos de degradação dos eritrócitos, presença de bilirrubina, caroteno, proteínas em grande quantidade, ou pigmento de melanoma. Na meningite tuberculosa, pode formar-se no líquor deixado em repouso uma fina película semelhante a uma teia (retículo de Mya).
A citologia deve ser iniciada prontamente, pois as células suspensas em líquor sofrem rápida degradação in vitro. Contam-se as células presentes por milímetro cúbico com uso da câmara de Fuchs-Rosental (na sua ausência pode ser usada a câmara de Neubauer). A diluição não é necessária, a menos que seja observada celularidade muito elevada. Uma porção do líquor deve ser reservada para análise em uma lâmina fixada e corada, obtida através de uma citocentrífuga ou câmara de Suta, para diferenciação das células encontradas. Normalmente é encontrado um predomínio de linfócitos, com alguns monócitos e poucos (ou nenhum) neutrófilos. A contagem intensamente aumentada de leucócitos está associada a infecções, sendo o predomínio de neutrófilos indicativo de infecção bacteriana e o predomínio de linfócitos, associado a infecções virais ou tuberculosas. Algumas condições, com a Esclerose Múltipla e a Síndrome de Guillan-Barré, associam-se a um leve aumento na contagem de linfócitos. A presença de eosinófilos em qualquer número é considerada forte indício de acometimento parasitário do sistema nervoso, notadamente pelo Schistosoma mansoni. Eventualmente, podem ser encontradas células ependimárias.

### Composição
Como a formação do líquor não se dá apenas por filtração, alguns componentes diferem em sua concentração no líquor e no plasma. A concentração de proteínas (em torno de 15 a 45 mg/dL) é muito inferior à do plasma (que no adulto varia em torno de 6 a 8 g/dL), porém sua osmolaridade é maior. O aumento na concentração de proteínas se associa à lesão da barreira hematoencefálica (cujas causas mais comuns são as meningites e hemorragias) ou à produção intratecal de imunoglobulinas. Para estudo mais detalhado, o líquor pode ser concentrado e submetido à eletroforese de proteínas.
Se encontra Na+, Cl-, Mg++ em maior concentração que em plasma e K+, bicarbonato, fosfatos e glicose em menor concentração.
A concentração de glicose varia em torno de 50 a 70% da glicemia. Sua elevação resulta sempre de elevações plasmáticas, ao passo que sua redução é indício de meningite bacteriana. O lactato pode ser dosado no líquor, sendo seu aumento indicativo de infecções bacterianas; é de valor prognóstico (há rápida queda associada ao êxito terapêutico). Outras análises eventualmente realizadas são a dosagem de cloretos (de uso controverso, sua diminuição se associa à meningite tuberculosa), glutamina (pode ser usada na avaliação de distúrbios da consciência) e das isoenzimas da desidrogenase láctica (Podem diferenciar seu aumento por origem cerebral, linfocitária ou neutrofílica) A presença de isoenzimas da creatino-quinase (notadamente a CK-BB) é de valor diagnóstico em doenças desmielinizantes, convulsões, acidente vascular encefálico (AVE) e lesões cranianas; é de valor prognóstico em pacientes com lesão cerebral isquêmica ou por anóxia. a adenosina deaminase (ADA) é substancialmente aumentada na presença de meningite lionculosa.

### Análise microbiológica
Para complementar o diagnóstico são feitos os exames microbiológicos e, normalmente são realizados caso os exames de rotina como os exames físicos e bioquímicos apresentem necessidade específica que resultem na continuidade da investigação laboratorial. Nessa etapa podem ser realizadas culturas para vírus, bactérias e fungos. Nos exames bacterioscópicos, normalmente, utiliza-se a coloração de Gram, sendo este procedimento imediato quando a contagem diferencial de celularidade apresentar número elevado de neutrófilos. Também é importante destacar que todos os fungos são corados como Gram positivos apenas para a discriminação dos elementos fúngicos de artefatos no LCR e, neste caso a tinta da China pode ser utilizada para a identificação de Cryptococcus neoformans. Quando ocorre um predomínio de linfócitos ou monócitos na contagem diferencial é fundamental a coloração de Ziehl-Neelsen para bactérias ácido-álcool resistentes para a pesquisa de meningite tuberculose.
O vírus mais comum que se relaciona com a meningite é o enterovírus, seguido pelo vírus do Herpes simples tipo 2, varicela zoster e herpes simples tipo 1.  A meningite viral normalmente apresenta curso benigno, e o líquor apresenta aspecto claro, com predomínio de células linfomononucleares abaixo de 500/mL (exceto na caxumba, cujo aspecto pode ser turvo e a contagem varia de 300 a 3.000 células/mL). A concentração de proteínas, cloretos e glicose pode estar normal ou com leve alteração.
No caso da meningite bacterina, apenas três espécies causam meningites em mais de 70% dos casos, o Streptococcus pneumoniae, Haemophilus influenzae e Neisseria meningitidis. Nas meningites bacterianas o líquor se apresentar com aspecto turvo, aumento no número de polimorfonucleares (neutrófilos) (>1.000/mL), aumento da concentração de proteínas (>100 mg/mL) e hipoglicorraquia.
Atualmente, também se reveste de importância a análise no laboratório de sorologia, onde se recomenda a pesquisa de neurossífilis através do VDRL ou FTA-Abs. A determinação do índice de síntese intratecal de IGG diferencia se a Imunoglobulina presente no líquor é de origem sérica ou de produção no próprio líquor.

## Circulação
O LCR preenche os ventrículos cerebrais, sendo continuamente secretado, de 430 a 500 ml por dia, sendo que renovado em aproximadamente em 6 a 7 horas (3 a 4 vezes por dia) pelos plexos coroides. Desempenha um papel mecânico de sustentação e intervém em certos processos bioquímicos do tecido nervoso.
A maior parte do LCR é produzida nos plexos coroides dos ventrículos laterais. Dos ventrículos laterais, o LCR segue através dos forâmens interventriculares para o terceiro ventrículo e então, via aqueduto cerebral, para o quarto ventrículo. Do quarto ventrículo, o LCR  segue pelas aberturas laterais e forâmen medial atingindo espaços subaracnoides e descendo pelo centro da medula espinhal. É continuamente drenado para os seios venosos (através das granulações aracnoides) de volta para a corrente sanguínea. A pressão dessa circulação pode ser alterada por variações na respiração e circulação.

## Manipulação
Sua retirada é feita através de punção lombar da medula espinal para diagnosticar doenças como: tuberculose, meningite, sífilis, AIDS, esclerose múltipla, tumores e até sangramentos no sistema nervoso central.
Em crianças é retirado na fontanela aberta (moleira) ou através de neurocirurgia.

## Patologias
A obstrução de uma das vias de circulação ou excesso de produção do liquor causa um inchaço que evolui para uma hidrocefalia. É necessário intervenção cirúrgica para desobstrução do canal, retirada de tumor e/ou retirada do líquido acumulado.